# Monumento conmemorativo a los Veteranos de la Guerra de Corea
El Memorial a los Veteranos de la Guerra de Corea (en inglés, Korean War Veterans Memorial) es un memorial nacional de los Estados Unidos que se encuentra en Washington D. C., en el parque West Potomac, al sudeste del Monumento a Lincoln y al sur de la Reflecting Pool, en el National Mall.

## Diseño y construcción
El Monumento a los Veteranos de la Guerra de Corea fue autorizado por la Ley Pública 99-572 del Congreso de los Estados Unidos el 28 de octubre de 1986, con un diseño y construcción administrado por la Comisión de Monumentos a Batallas estadounidenses. La construcción del Monumento se inició en 1993. Se inauguró el 27 de julio de 1995, en el 42 aniversario del armisticio que acabó con la guerra. Estuvieron presentes el presidente de Estados Unidos Bill Clinton y el presidente de la República de Corea Kim Young Sam, y se dedicó a los hombres y mujeres que sirvieron en la guerra. El funcionamiento del monumento está en manos del Servicio Nacional de Parques, bajo el grupo National Mall y Parques Memoriales. Como todos las áreas históricas del Servicio Nacional de Parques, el monumento está en la lista del Registro Nacional de Lugares Históricos desde el día de su inauguración. 

## Monumento
El monumento tiene forma de triángulo interseccionando con un círculo. Dentro del triángulo hay 19 estatuas de acero inoxidable diseñadas por Frank Gaylord, en un tamaño mayor que el tamaño real (entre 2,20 metros y 2,28 metros) que representan un escuadrón de patrulla. Hay 15 miembros del ejército, 2 marines, 1 médico de la armada, 1 observador de las Fuerzas Aéreas, todos vestidos de combate, dispuestos en filas de granito y separados por arbustos de Juniperus, que representan el terreno abrupto de Corea. Al norte de la estatuas hay un camino que forma uno de los lados del triángulo y hacia el sur hay una larga pared negra de granito de 50 metros de longitud, creada por Louis Nelson, con imágenes fotográficas mostrando soldados, equipamiento y gente envuelta en la guerra, grabadas con un chorro de arena. Esta pared forma otro de los lados del triángulo. El tercer lado está abierto y es el que está enfrente del Monumento a Lincoln.
AL norte de las estatuas y el camino está la Pared de las Naciones Unidos, una gran baja que lista a los 22 miembros de las Naciones Unidas que contribuyeron con tropas o apoyo médico a la guerra de Corea.
El círculo tiene la Piscina del Recuerdo, una piscina de 10 metros de diámetro y poca profundidad, con un borde de granito negro y rodeada por una arboleda con bancos. Las inscripciones enumeran el número de muertos, heridos, desaparecidos en acción, y tomados como prisioneros de guerra, y una placa cercana dice: "Nuestra nación honra a sus hijos e hijas que contestaron a la llamada de defender a un país que nunca conocieron y a una gente que nunca conocieron". Además, al lado del número de soldados estadounidenses está el número de soldados de las Naciones Unidas en las mismas categorías.
Una pared más alejada también de granito hay un mensaje grabado en color plata: "La libertad no es Gratuita" (en inglés "Freedom Is Not Free"). Irónicamente, Corea del Sur siguió siento una autocracia durante 40 años hasta las elecciones de 1992.

### Estadísticas de las tropas
Grabado en los bloques de granito cerca de la piscina en el extremo este del monumento están las estadísticas de muertes para los soldados que lucharon en la guerra.
- Muertos - Estados Unidos 36.516 (y no los 55.000 que se han dicho durante una generación), Naciones Unidas 628.833.
- Heridos — Estados Unidos 103.284, Naciones Unidas 1.644.453.
- Capturados — Estados Unidos 7.140, Naciones Unidas 92.970.
- Desaparecidos — Estados Unidos 664, Naciones Unidas 470.267.

La pared de granito tiene 41 azulejos y su altura varía de 1.5 a 3.5 metros.